# Sofia Tarassova
Sofia Tarassova (en ukrainien : Софія Михайлівна Тарасова), née le 31 mars 2001 à Kiev), est une chanteuse ukrainienne.

## Biographie
Elle est connue pour sa participation au Concours Eurovision de la chanson junior 2013 pendant lequel elle finit seconde. En 2012 elle gagnait le The voice kids ukrainien.

## Discographie
Depuis octobre 2020 elle fait partie de Nu Virgo.